# Combate de San Pedro (1807)
El Combate de San Pedro se produjo el 7 de junio de 1807 en el marco de las invasiones británicas al Río de la Plata. En la batalla los británicos derrotaron al cuerpo expedicionario enviado desde Buenos Aires para auxiliar a la campaña de la Banda Oriental en su lucha contra el invasor.

## Antecedentes

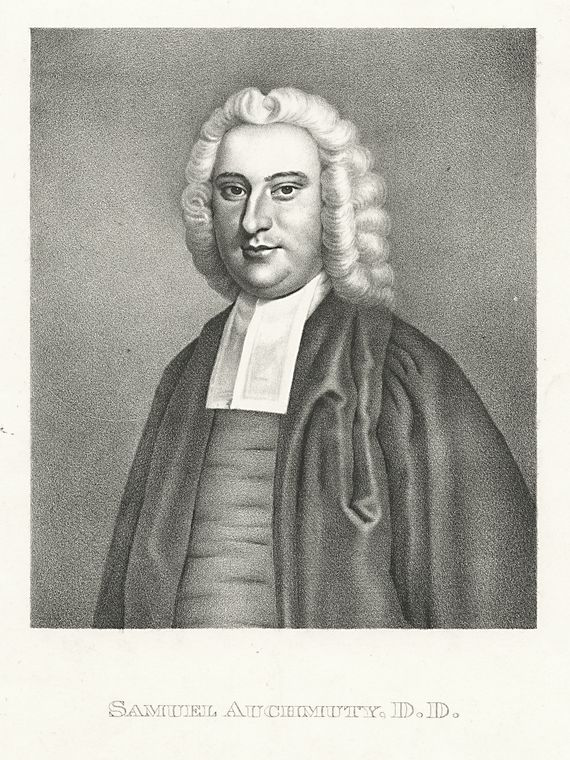
Samuel Auchmuty.

Tras la captura de Montevideo en la segunda invasión inglesa al Río de la Plata, el virrey Rafael de Sobremonte y las tropas que aún lo seguían continuaron inactivos a corta distancia de la plaza tomada, hasta que su deposición y detención a instancias del Cabildo de Buenos Aires hizo desaparecer aún esa tenue amenaza. Quedaba sin embargo en pie la posibilidad de una expedición desde Buenos Aires, por lo que en marzo de 1807 el general Samuel Auchmuty encomendó al coronel de Highlanders Denis Pack que con un destacamento ocupara Colonia del Sacramento, puesto fortificado de 2800 habitantes que era considerado el punto más amenazado de la costa oriental.
Las tropas embarcaron en Montevideo el 9 de marzo pero debido al mal tiempo los transportes navales zarparon recién el día 13 rumbo a la Colonia, escoltados por el HMS Pheasant.
Arribaron a Colonia en la tarde del 15 de marzo, desembarcándose un destacamento de rifleros con bandera de parlamento, que descubrió que el comandante de la plaza Ramón del Pino se había retirado a la campaña con las milicias de caballería renunciando a defender la posición por la falta de artillería.
El 16 de marzo de 1807 Pack ocupó sin resistencia el puesto con más de mil hombres. Según algunos autores su división estaba compuesta de 6 compañías del Regimiento n.º 40 de Infantería (mayor Campbell) y cuatro compañías ligeras (tres del regimiento 95 y un escuadrón del 9 de Dragones) al mando del mayor William Trotter.
Otras fuentes indican que contaba con las seis compañías del Regimiento 40.º de Infantería, pero que las cuatro compañías del Batallón Ligero eran compañías de cazadores de los regimientos 38.º, 40.º, 47.º y 87.º, a las que se agregaban las tres compañías del segundo batallón del Regimiento n.º 95 de Infantería (Rifleros) comandadas por el mayor Thomas Christopher Gardner.
Finalmente, fuentes británicas incluyen algunos hombres del Regimiento n.º 71 Highlanders, la unidad de Pack, que habían escapado de la captura tras la reconquista de Buenos Aires.
Mientras Pack destacaba unidades de 200 y 300 hombres en lugares estratégicos y fortalecía las defensas con "caballos de frisa", del Pino estableció su campamento a orillas del arroyo El Colla y destacó en partidas de guerrillas a los Voluntarios de Caballería de la Colonia al mando de Pedro Manuel García para hostigar las comunicaciones terrestres entre Colonia y Montevideo.
A fines de ese mes consiguió llegar a Buenos Aires el coronel Francisco Javier de Elío,  nombrado en España comandante general de la Campaña Oriental que había escapado de «Montevideo disfrazado y dice que toda la tropa que tienen los ingleses no vale nada; que con sólo dos mil hombres escogidos se atreve a todos ellos».
La Junta de Guerra del 2 de abril decidió entonces reunir una fuerza de 500 hombres de infantería que se reclutaría entre las milicias voluntarias creadas en la ciudad en 1806 tras la reconquista, principalmente del Regimiento de Patricios, más los voluntarios que pudieran ofrecerse, los que al mando de Elío y apoyados por cuatro cañones y 2 obuses, debía cruzar a la Banda Oriental con el fin de hostigar a los británicos y evitar que controlaran la campaña. A esos fines se le autorizaba a Elío a asumir el mando de todas las partidas de voluntarios o dispersos del ejército de Sobremonte que permanecieran en armas, a disponer de las caballadas que encontrara en las estancias reales, y a considerar botín de guerra toda mercadería inglesa que se capturara distribuyendo su valor entre sus tropas.
Además del botín, como incentivo el Cabildo de Buenos Aires aseguró que velaría por las familias de los caídos y ofreció una recompensa de 4000 pesos fuertes para el que capturara al teniente coronel Pack por perjuro.
Se destinaron para los gastos operativos de la expedición 12000 pesos. El responsable sería Antonio Isla, Oficial de Contaduría del Ejército, hasta que efectuado el cruce se haría cargo Rafael Pérez del Puerto, funcionario de la Real Hacienda residente en la Capilla de Mercedes que había sido designado Ministro de la Expedición.

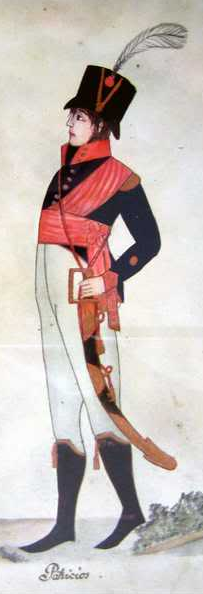
Oficial de Patricios (1807).

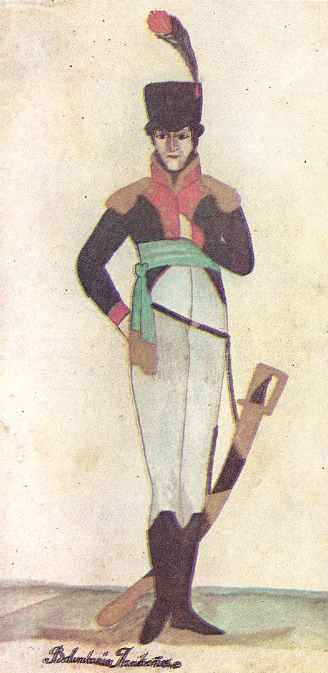
Oficial de Arribeños.

El número de los efectivos finalmente reunidos para el denominado “Ejército en operaciones en la Banda Oriental del Río de la Plata” varía según los autores: desde 900 o 1000 hasta 1500 hombres (aunque este sea probablemente el número al momento del ataque). Las tropas estaban organizados de la siguiente manera:
- Comandante: coronel Francisco Javier de Elío
- Segundo Jefe: capitán de fragata José Corvera
- Jefe de la Flota: capitán de fragata Juan Gutiérrez de la Concha
- Batallón de Arribeños: 2 compañías con un total de 120 hombres al mando del teniente Agustín Marquéz.[9]
- Batallón de Castas: 2 compañías de granaderos al mando del capitán Agustín José Sosa  con 120 hombres y 2 compañías de fusileros con similares efectivos.[9] Servía como agregado el capitán Juan Bautista Raymond[Nota 2]
- Regimiento de Patricios: 1.ª compañía del Primer Batallón a órdenes del capitán Martín Medrano, con 61 hombres.[10][11]
- Tercio de Miñones de Cataluña: 7.ª y 8.ª compañía con los capitanes José Grau y Juan Santos de Irigoyen con 200 hombres.[5]
- Blandengues de Buenos Aires: un destacamento de 10 hombres al mando del alférez de la Peña.[5]
- Regimiento "Fijo" de Dragones de Buenos Aires: una compañía reducida al mando del capitán Nolasco Solano con 42 hombres.[5]
- Cuerpo de Voluntarios Artilleros de la Unión:[9] 4 cañones de a 6 libras y 2 obuses de 6 pulgadas.

El 9 de abril el capitán de fragata Juan Gutiérrez de la Concha dispuso de las embarcaciones de tráfico necesarias para el transporte y las de guerra disponibles como escolta de la expedición.
El 12 de abril de 1807 se produjo el embarque de las tropas, que zarparon en la mañana del 13 de abril y arribaron al anochecer del día 16 en Las Higueritas (actual Nueva Palmira). Tras finalizar el desembarco de los víveres y las tropas, al día siguiente iniciaron su marcha a pie y con el auxilio de sólo catorce carretas (se preveía contar con 56 transportes) hacia la población de Las Víboras donde dejaron parte del parque, para el 18 de abril ubicarse en la Calera de las Huérfanas.
Tras aumentar sus fuerzas con dispersos de Sobremonte hasta remontar 1500 hombres, inició su aproximación a Colonia.

### Combate de Colonia del Sacramento
Después de cuatro días de marcha, el 21 de abril Elío arribó con su ejército a las inmediaciones del Real de San Carlos, donde dejó la artillería con una escolta y a las 22:00 horas del 21 de abril Elío inició el avance con sus tropas por cañadas y desfiladeros alejados del camino que une el Real de San Carlos con la Colonia confiando en encontrar dormida a la guarnición.
Aunque avanzó «con la más torpe precipitación, sin adelantar espías, sin ocultar el grueso de nuestra gente, sin saber explorar el campo enemigo, y en una palabra, sin la más mínima precaución», las tropas de vanguardia consiguieron infiltrarse entre las líneas enemigas pero «…en el momento en que estaban listos para el asalto, a un miñón se le disparó el arma, con lo que perdieron el efecto sorpresa.».
Los españoles tuvieron en la acción ocho muertos, entre 8 y 16 heridos y varios prisioneros, mientras que los británicos tuvieron un soldado muerto y heridos el mayor William Trotter, el capitán Willgrass y un cabo.

## Reorganización de las fuerzas españolas
Pese a la falta de persecución, los atacantes se retiraron hasta la estancia de Calera de Las Huérfanas, distante 70 kilómetros.
El 23 de abril Elío comunicó a Buenos Aires el fracaso y su desánimo por la falta de valor y disciplina en sus soldados, y solicitó urgentes refuerzos. Entre los que permanecieron con él y los desertores capturados por las partidas, sólo había reunido 450 hombres. Desconfiando de sus oficiales, anunció que apenas hubiera buques disponibles la mayoría regresaría a Buenos Aires y que él permanecería a la espera de los refuerzos escoltado solo por 40 marineros y algunos Miñones.
El anuncio sólo sirvió para promover la indisciplina. Durante el consejo de guerra seguido a un Patricio por herir con su bayoneta a un oficial y a dos soldados de su cuerpo, Elío cayó en la cuenta de que la mayoría de sus hombres, sin bien contaban con experiencia de combate urbano, eran una milicia voluntaria de ciudadanos y jamás habían recibido instrucción sobre disciplina militar ni se consideraban particularmente sujetos a ella. Elío ordenó entonces se leyera el reglamento a sus tropas, en especial a los Miñones a quienes consideraba sediciosos.
Al recibir las noticias la Real Audiencia en Buenos Aires, se reunió la Junta de Guerra y el 25 de abril, dispuso acceder a enviar los refuerzos solicitado y ordenó que debían marchar a la Banda Oriental un escuadrón de los Húsares de Pueyrredón, tropas del Regimiento de Patricios, de la Marina Real y del Regimiento de Infantería de Buenos Aires, el Fijo, a las órdenes del capitán José Píriz.
El 2 de mayo Elío recibió la confirmación del envío de refuerzos y lo comunicó a sus oficiales. En la junta Juan Bautista Raymond solicitó dejar el mando de los Miñones por considerar que dirigía un «Batallón de Ingratos, que con ningunas razones podía entusiasmarlos» y era incapaz de motivarlos a luchar. Elío mismo se dirigió a los milicianos de dicho cuerpo (en su mayoría franceses e italianos, con algunos irlandeses y alemanes desertores de los británicos), quienes le confirmaron de su decisión de no continuar en la expedición por considerarse ofendidos de que se les atribuyera el fracaso del ataque a Colonia.
Con 30 miñones, los únicos en obedecerlo, Elío formó una Compañía de Cazadores Extranjeros que puso al mando de Carlos Laforett, e hizo desarmar al resto de la unidad. Asimismo, considerando que reforzaría la disciplina, nombró oficiales y sargentos blancos en las compañías de Castas, lo que generó nuevos descontentos.
Ese mismo día envió a la Real Audiencia de Buenos Aires un «Oficio sobre indisciplina y creación del Cuerpo de Cazadores Extranjeros» donde tras citar el pedido de reubicación de Raymond, relató que «fui a hablar a los Miñones, y después de hacerles ver que V. A. no quería a ninguno de la Expon. que el que no sea capaz de defender a su Rey aquí, no lo era en ninguna parte, el deshonor que les resultaría de presentarse huyendo del peligro, cuando otros cuerpos venían voluntariamente»
Aunque finalmente desistió de su idea de colocar oficiales y sargentos blancos en las compañías de Pardos, al menos, hasta la llegada del nuevo contingente de tropas el 5 de mayo las compañías de Castas solicitaron formalmente el traslado a Buenos Aires. Elío los hizo encerrar y apuntar con dos piezas de artillería cargadas con metralla. Presas del pánico los milicianos se arrojaron a tierra disculpándose y jurando obediencia absoluta a su comandante. Un cronista de la época relataría que «después de exponerlos a los más inútiles sacrificios, los trataba públicamente de ineptos y cobardes, llegando hasta el extremo, cuando el descalabro de la Colonia, de desarmar varios trozos de estas tropas, formadas del vecindario de Buenos Aires, encerrándolos en un patio del cuartel general de La Calera de las Huérfanas y abocándoles dos obuses con orden de disparar al más leve movimiento».
Desconocedor de las características de una fuerza como la que mandaba, consciente de su carácter voluntario y orgullosa de sus derechos ciudadanos y de su victoria sobre los británicos especialmente destacada por el fracaso de las unidades profesionales, y presa de un carácter unánimemente descripto como «desacertado, altanero y atrevido», jactancioso y atolondrado, Elío se hizo «objeto de aborrecimiento universal.»
Ese mismo día recibió la noticia de que los británicos habían tomado San José por lo que envió dos compañías con cien hombres de los Voluntarios de Caballería de la Colonia al mando del capitán Pedro Manuel García para hostilizar las comunicaciones enemigas entre San José y Santa Lucía con Montevideo.
También ese 5 de mayo, llegaron noticias de que los ingleses habían saqueado la iglesia de Colonia del Sacramento, por lo que Elío envió a Pack una misiva declarando que «…la sangre de V. S. y de todos sus soldados será derramada y no se dará cuartel a nadie».
El 18 de mayo zarpó de Buenos Aires el capitán José Píriz. La expedición estaba compuesta por:
- Tercer Escuadrón de Húsares de Pueyrredón (Húsares de Núñez): dos compañías con 181 jinetes al mando del capitán Pedro Ramón Núñez[2]
- Cuerpo de la Marina Real: 80 marineros escogidos de la Real Armada a las órdenes del teniente de navío Josef Luis Corbera (o de la Corvera).
- Regimiento de Infantería de Buenos Aires: con todos los efectivos presentes en la ciudad de Buenos Aires (se desconocen los efectivos)[5]
- Regimiento de Patricios: 7.ª y 8.ª compañías del 1° Batallón, con 139 hombres a las órdenes de los capitanes Antonio Josef del Texo y Andrés Patrón, el ayudante veterano Juan Manuel Hernando[Nota 3] y el teniente José Quesada[2][11][16]

El 22 de mayo arribaron al campamento de la Calera de las Huérfanas los refuerzos. Elío arengó a sus hombres y les tomó juramento de fidelidad en estos términos:
«Soldados y hermanos míos: La suerte por medios extraordinarios me ha traído de España a tener la honra de mandaros. Allí he meditado 24 años y hecho la guerra contra moros en Africa, contra portugueses y contra franceses, enemigo el más respetable del mundo. Debéis pues considerar tengo algún conocimiento de ella.»
«He tenido acciones favorables, otras contrarias, he recibido en ellas dos balazos y jamás he tenido más ganas de pelear, ni más probabilidad de vencer este enemigo mandado por Jefes ignorantes de la guerra de tierra, compuesto de soldados comprados y disgustados, como lo experimentáis por su extraordinaria deserción.»
«Vosotros sois unos ciudadanos que voluntariamente estáis con las armas en la mano para defender vuestra patria, vuestras familias y la corona de nuestro Augusto Soberano que veneramos y amamos y no queréis sufrir el yugo infame de estos piratas, que se han prevalido del letargo en que estaba este pacífico y feliz país. Ellos son inferiores en número por más que lo procuren aumentar, se sabe ciertamente; y no tienen recurso alguno para escapar como se los ataque con firmeza.»
«Os conduje a la Colonia a atacarla de noche para aprovecharme de su descuido y ahorrar vuestra sangre que la estimo como a la mía y ser más completa la victoria. La suerte nos la quitó de entre las manos; pero espero será para lograrla más completa.»
«Estos compañeros valerosos y llenos de fuego que se nos ha reunido vienen a tener parte en ella ¿Rehusaréis el acompañarlos y acompañarme?  No lo puedo creer. Dos meses solos de constancia bastan para oprimirlos o para que tengan la suerte de los de Buenos Aires. Aquélla era su tropa más escogida: ya visteis lo que hicieron; considerad lo que harán éstos si tenéis valor. Fiad pues, en mis desvelos.»
«La disciplina, soldados míos os encargo, la subordinación a vuestros jefes la que os recomiendo, sin ellas no puede haber ejércitos, ni victorias que no sean momentáneas.
Señores oficiales, a ustedes los hago responsables de que en esta materia no disimularan nada.»
«Ahora pues armas al hombro, ¿Juráis a Dios y prometéis al Rey defender vuestra Patria y no abandonar a nuestros jefes hasta perder la vida?.».
Durante el discurso quedó de manifiesto que ni Arribeños, ni Pardos y Morenos vivaron con entusiasmo a su comandante. Elío puso entonces a su secretario Julián de Miguel al mando de las dos compañías de Arribeños, secundado por nuevos oficiales, y comunicó a la Real Audiencia su decisión de trasladar el campamento a la ribera norte del arroyo de San Pedro, distante a 22 kilómetros de la Colonia, para disciplinar a sus hombres, hostigar y fomentar la deserción del enemigo y reconocer el terreno con vistas a un nuevo ataque a Colonia.
Asimismo, la decisión de nombrar al teniente de navío Corbera como segundo comandante de la expedición, extendió el descontento a Ramón Del Pino, comandante de los Voluntarios de Caballería de la Colonia, y a su segundo Francisco Albín, quienes tenían mayor rango y antigüedad.
El 25 de mayo, llegan las noticias del arribo de tropas británicas a la Colonia y Elío anuncia que pedirá nuevos refuerzos a Buenos Aires si esto se confirma. Por su lado, aprovechando la presencia de varios artilleros veteranos desertores en su campamento, Elío fomenta el envío de sus cartas a los antiguos camaradas en la Colonia, comentando el buen trato de los españoles e incitándolos a la deserción.
Tras encargar al Ministro de la expedición Rafael Pérez del Puerto organizar un hospital y depósito de suministros a orillas del río San Juan, en la madrugada del 4 de junio Elío inició la marcha al frente de 1500 hombres y estableció su campamento en un terreno elevado sobre la margen norte del arroyo San Pedro. La elevación del terreno, aunque sólo de 20 m, era uno de los lugares más alto de la zona y era estratégicamente adecuada para el campamento, ya que permite la visualización de los alrededores y controlaba el único vado del camino entre Colonia y Las Víboras sobre el arroyo, que rodeaba la posición al sur y oeste. Las orillas cenagosas y la irregularidad del cauce del arroyo protegerían su frente y flancos.

## Combate de San Pedro

### Movimientos británicos
Como consecuencia del ataque de Elío a la Colonia, Auchmuty decidió reforzar a Pack con las tres compañías restantes del primer batallón del Regimiento 40.º, tres compañías del Regimiento 9.º de Dragones Ligeros, bajo las órdenes del capitán Carmichael, y dos cañones de seis libras de la Artillería Real, a cargo del teniente Shepherd. Las tropas en Colonia sumaban 1500 hombres, con lo que Pack se consideró con las fuerzas suficientes como para buscar al enemigo y anticipar un nuevo asalto.
El 6 de junio Pack recibió noticias de Elío y tras dejar un fuerte destacamento en la ciudad de Colonia al mando del mayor Piaget, a las 3 de la mañana del 7 de junio se puso en marcha al frente de 1107 hombres:

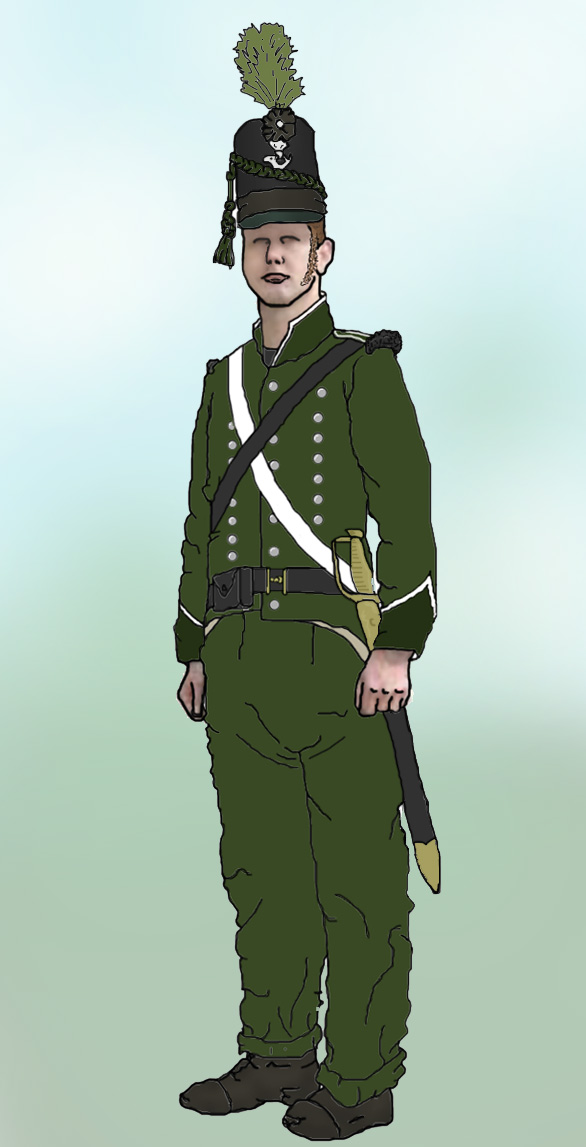
Soldado del Regimiento N.º 95 (1815).

- Regimiento de Caballería Ligero 9 de Dragones, al mando del capitán Carmichael con efectivos que alcanzaban a los 54 jinetes, actuando como vanguardia.
- Regimiento de Infantería N.º 40, 6 compañías del Primer Batallón al mando del mayor Archibald Campbell, con aproximadamente 481 hombres de tropa y un total de 541
- Regimiento de Infantería N.º 95 Rifleros, 3 compañías del Segundo Batallón (disminuido) al mando del mayor Thomas Christopher Gardner con efectivos aproximados a los 200 hombres de tropa
- Batallón Ligero de Cazadores, al mando del mayor William Trotter con 3 compañías reducidas, 247 hombres de tropa
- Artillería Real, al mando del teniente Lewis Sheperd con 34 hombres del arma, 31 conductores y 2 cañones de 6 libras.

### Fuerzas españolas
En San Pedro Elío consiguió remontar su destacamento hasta unos 2000 hombres, la mitad de los cuales eran voluntarios de caballería de leva apresurada y no encuadrados en regimientos. Del resto, el grueso correspondía a las fuerzas de Buenos Aires (751 hombres más los servidores de artillería) a las que se sumaban hombres del Apostadero y milicianos de Colonia. Por arma, 640 eran de infantería y, descontando artilleros, el resto de caballería, en su mayoría irregular. Por unidades, se componía de:
- Patricios: 1.ª (Medrano), 7.ª (del Texo) y 8.ª (Patrón) compañías del Primer Batallón, 200 hombres aproximadamente
- Arribeños: 2 compañías al mando del capitán de Miguel y teniente Agustín Marquéz, 120 hombres
- Castas: 4 compañías (2 de granaderos y 2 de fusileros) al mando del capitán Sosa, 240 hombres aproximadamente
- Real Cuerpo de Marina: dos compañías de marineros al mando del teniente de navío de la Corvera, 80 hombres[5]
- Cazadores, Miñones y extranjeros: sin datos de su número
- Húsares de Núñez: 2 compañías al mando del capitán Núñez, 181 hombres
- Patriotas de la Unión: 2 cañones de a 2 libras, 2 cañones de a 4 libras y 2 obuses de 6 pulgadas
- Voluntarios de Colonia: 2.ª y 3.ª compañías del Primer Escuadrón, al mando de Ramón S.del Pino y los capitanes Pedro García y Benito Chain, 100 hombres aproximadamente
- Blandengues, al mando del alférez de la Peña, 10 hombres
- Voluntarios reclutados en la campaña y escapados de Montevideo: sin datos de su número (probablemente alrededor del millar)

### El combate
Pack llegó con sus hombres al arroyo a las 7 de la mañana, «descubriendo al enemigo por la luz de sus fuegos a la distancia de cerca de 5 millas».
Según consta también en su parte, encontró a su adversario «…fuertemente situado en una altura, con su frente y flancos protegidos por un río profundo y cenagoso, en el cual sólo había un paso escasamente transitable, que estaba defendido por cuatro piezas de a 6 y dos obuses… su fuerza sobrepasaba los dos mil hombres».
Elío había distribuido su infantería ubicando en su ala derecha a los marineros, en la izquierda a los Arribeños, y en el centro a las tropas del batallón de Castas. Probablemente la caballería se distribuyera como era habitual en las alas y la artillería en el centro.
Mientras a las 8 de la mañana aproximadamente abrían fuego la artillería de ambos ejércitos, Pack constató la imposibilidad de flanquear la posición española y decidió encarar el cruce con la infantería por el único vado disponible, para lo que ordenó adoptar un dispositivo de frente por secciones.
Una vez efectuado el pasaje bajo el fuego de la artillería de Elío, las tropas se formaron en línea, hicieron una conversión hacia la izquierda y se lanzaron en un ataque frontal cerro arriba sin abrir fuego.
Ante el avance, relata Pack que pronto «retrocedió la caballería enemiga, pero la infantería, con mi sorpresa quedó hasta que nos aproximamos a pocos pasos, huyendo entonces en desorden, tirando sus armas y municiones y dejándonos en posesión de sus cañones y campo con un estandarte y ciento cinco prisioneros, inclusive el segundo comandante y cinco oficiales mas…si hubiésemos podido hacer pasar por el vado a nuestra caballería y a los cañones, tengo la seguridad de que hubiésemos tomado o destruido toda la fuerza enemiga».
En efecto, cuando los británicos «llegaron a ponerse a 30 pasos de distancia entonces Elío, que muy (sic) poco fuego quiso que se (sic), mandó disparar y atacar con bayonetas (…) el ala derecha compuesta por los Marineros, y la izquierda de los Arribeños, que no pudieron sostener el ataque por la excesiva desigualdad…» se dispersaron junto con la caballería por lo que la descarga cerrada y el ataque frontal fue soportado por el centro, Patricios y Castas.
Pack en su parte relata que «El enemigo parecía muy resuelto, hasta que llegaron los ingleses a distancia de ochenta varas de ellos, y haciendo una descarga general se volvieron y echaron a correr en confusión grandísima, tirando al suelo todas sus armas y vestidos.»
Como fuera, el ataque logró imponerse y al repliegue inicial le siguió una retirada desordenada quedando los ingleses dueños del campo de combate.
Los británicos no persiguieron a los vencidos y regresaron a Colonia del Sacramento el mismo día.

### Consecuencias
De acuerdo con el parte de Pack publicado el 10 de julio por el periódico “Las Estrella del Sur” de Montevideo «las pérdidas de los españoles fueron de 120 muertos y un número grande de heridos y que el vencedor se apoderó de un estandarte, seis piezas de artillería, cerca de 300 fusiles, una cantidad de pertrechos de guerra y 105 prisioneros» entre los cuales se encontraban «El segundo comandante D. Juan Bautista Raymond, un mayor, dos capitanes y dos tenientes».
Tanto Raymond como uno de los capitanes, Agustín Sosa, fueron autorizados por Pack a regresar a Buenos Aires, mientras el resto fue conducido en un bergantín a Montevideo.
Murieron en combate el teniente de la 5.ª Compañía del 1.er Batallón de Patricios José Quesada, 10 soldados del mismo Cuerpo y 109 soldados de otros cuerpos, siendo estas las primeras bajas en combate de la Legión de Patricios.
Las tropas inglesas tuvieron 2 soldados muertos y 23 heridos entre ellos el mayor Trotter (reemplazado al frente de su unidad por el teniente Shepherd), el capitán Willgrass y un cabo.
Al término del combate y al querer destruir dos carros con municiones quedaron heridos el mayor Thomas Christopher Gardner, el cirujano asistente Turner y 14 soldados del Regimiento de Infantería 95 (Rifleros).
Otras fuentes contabilizan en total 5 muertos y 40 heridos entre los británicos y cifran el número de fusiles perdidos por los españoles en 253, coincidiendo en el resto.
Los heridos fueron atendidos en el hospital de Colonia por los cirujanos británicos (exceptuando Turner que resultó él mismo herido) y por el doctor Francisco García.
A resultas de la derrota, Elío debió regresar con rapidez a Buenos Aires, finalizando todo intento de disputar el dominio de la banda oriental a los británicos, mientras que éstos fueron libres de dirigirse contra la capital del Virreinato. La liberación de Colonia y el resto de la banda oriental se lograría en las calles de Buenos Aires durante la defensa.